# Émile Rohd
Emile Rohd, nació el 14 de diciembre de 1979 en Sidón, Líbano.
Es vocalista y miembro formativo de Ayat.
Cabe mencionar que creció la mayor parte de su vida en Paris, Francia, debido a que su padre es francés. Estudio música en el conservatorio Herteg Colleg, donde aprendió a cantar opera. Se interesó por el New Age desde su infancia. 

## Discografía
Con Ayat
Possession of Sister Clair (Single) 2001
Demo 1 (Demo) 2001
- Laka Il Bayaato ya Moghtasib il Adyan
- The Possession of Sister Claire
- Asylum
- Fornication & Murder (First Version)
- The Possession of Sister Claire
- Asylum
- Laka Il Bayaato ya Moghtasib il Adyan
- The House of Sacrilege I
- Al-ʼSlāmy ath-Thdy (featuring Orphaned Land)

El Nabi Mojrem Moghtaseb Dajjal (Demo) 2002
- Possession
- Asylum
- Laka el Biaa ya Moghtaseb el Adian
- For All Those Who Sinned, Sin and Will Sin

Promo '04 (Demo) 2004
Rehearsal I (Demo) 2004
Rehearsal II (Demo) 2004
Neocratic Rehersal (Demo) 2004
Al Nabi Moujrem, Moughtaseb, Dajjal (EP/Single) 2005
Six Years of Dormant Hatred 2008
- Ilahiya Khinzir!
- Fornication And Murder
- The Fine Art of Arrogance Part One (The Icon And The Cattle)
- Collective Suicide in The Boudoir (Feeling Wonderful Tonight)
- Puking Under Radiant Moonlight (Followed by a Century Long Ejaculation)
- Misogyny When We Embrace
- Necronarcos (Tame You Death)
- Curses! Curses! and Never Sleep...
- Thousands of Pissed Motherfuckers...
- Such a Beautiful Day! (The Exaltation of Saint Francis)